# Моравиц, Фердинанд Фердинандович
Фердинанд Фердинандович (Фёдорович) Моравиц (нем. Ferdinand Carl Joseph Morawitz; 3 августа 1827, Санкт-Петербург — 5 декабря 1896, Санкт-Петербург) — русский энтомолог, доктор медицины, брат Августа Фёдоровича Моравица.
Моравиц учился в Петропавловском училище (Петришуле) с 1837 года, затем в Дерптском университете, получил степень доктора медицины (диссертация «Quaedam ad anatomiam Blaitae germanicae pertinentia»). С 1862 года работал в Зоологическом музее Санкт-Петербургской академии наук. Совершил несколько поездок с научной целью в Крым и в Закавказье. Напечатал ряд трудов по энтомологии, особенно по перепончатокрылым жалоносным (Hymenoptera aculeata) и считался лучшим специалистом по последним. Большая часть его работ относится к фауне России. На русском языке издал «Пчелы» (в «Путеш.» Федченко, «Известия Имп. общ. любителей естествознания», 1875), остальные работы написаны на немецком языке и почти все помещены в «Трудах Русского энтомологического общества», где он в последние годы состоял вице-президентом (звание это Моравиц сложил с себя, по болезни, в декабре 1895 года). Предположительно по этой же причине совершил самоубийство, приняв цианистый калий.
Описал более 500 новых для науки видов пчёл.